# Пепенстер
Пепенсте́р (фр. и валлон. Pepinster) — коммуна в Валлонии, расположенная в провинции Льеж, округ Вервье. Принадлежит Французскому языковому сообществу Бельгии. На площади 24,79 км² проживают 9560 человек (плотность населения — 386 чел./км²), из которых 48,33 % — мужчины и 51,67 % — женщины. Средний годовой доход на душу населения в 2003 году составлял 11 485 евро.
Почтовые коды: 4860, 4861. Телефонный код: 087.